# Хлебороб (Северо-Казахстанская область)
Хлебороб (каз. Хлебороб) — село в районе Магжана Жумабаева Северо-Казахстанской области Казахстана. Входит в состав Октябрьского сельского округа. Код КАТО — 593665400.

## Население
В 1999 году население села составляло 251 человек (122 мужчины и 129 женщин). По данным переписи 2009 года, в селе проживало 241 человек (115 мужчин и 126 женщин).